# Pulpitur
Et pulpitur i en kirke er et ophøjet galleri, enten lukket og med stolestader, eller med plads til sangere og orgel (orgelpulpitur).

## Ekstern henvisning
- Wikimedia Commons har flere filer relateret til Pulpitur

| Arkitektur | Spire Denne arkitekturartikel er en spire som bør udbygges. Du er velkommen til at hjælpe Wikipedia ved at udvide den. |